# Trimethylbismutaan
Trimethylbismutaan, ook bekend onder de naam Trimethylbismutine, is een organobismutverbinding met de formule {\displaystyle {\ce {(CH3)3Bi}}}.

## Synthese
De synthese van trimethylbismutaan verloopt via de reactie van bismut(III)chloride met methyllithium:
{\displaystyle {\ce {BiCl3 \ + \ 3 CH3Li \ -> \ (CH3)3Bi \ + \ 3 LiCl}}}
Als alternatief kan ook een Grignard-reagens worden ingezet.

## Reacties
Een van de synthesedoelen waarvoor {\displaystyle {\ce {(CH3)3Bi}}} wordt ingezet is de productie van penta-gecoördineerde bismutverbindingen. Na reactie met sulfurylchloride {\displaystyle {\ce {(\ SO2Cl2\ )}}} waarbij {\displaystyle {\ce {(CH3)3BiCl2}}} ontstaat, reageert dit dichloride met twee equivaleneten methyllithium tot pentamethylbismutoraan:
- {\displaystyle {\ce {(CH3)3Bi\ +\ SO2Cl2\ ->\ (CH3)3BiCl2\ +\ SO2\uparrow }}}
- {\displaystyle {\ce {(CH3)3BiCl2 \ + \ 2 CH3Li \ ->(CH3)5Bi \ + \ 2 LiCl}}}